# 試合
試合（しあい）は、武術やスポーツ、遊戯などで勝敗を争う事、競技を行うことを指す。またはその出場記録を指す事もある。競技によっては、「取組」（相撲）・「対局」（囲碁・将棋）など別の表現を用いる場合もある。

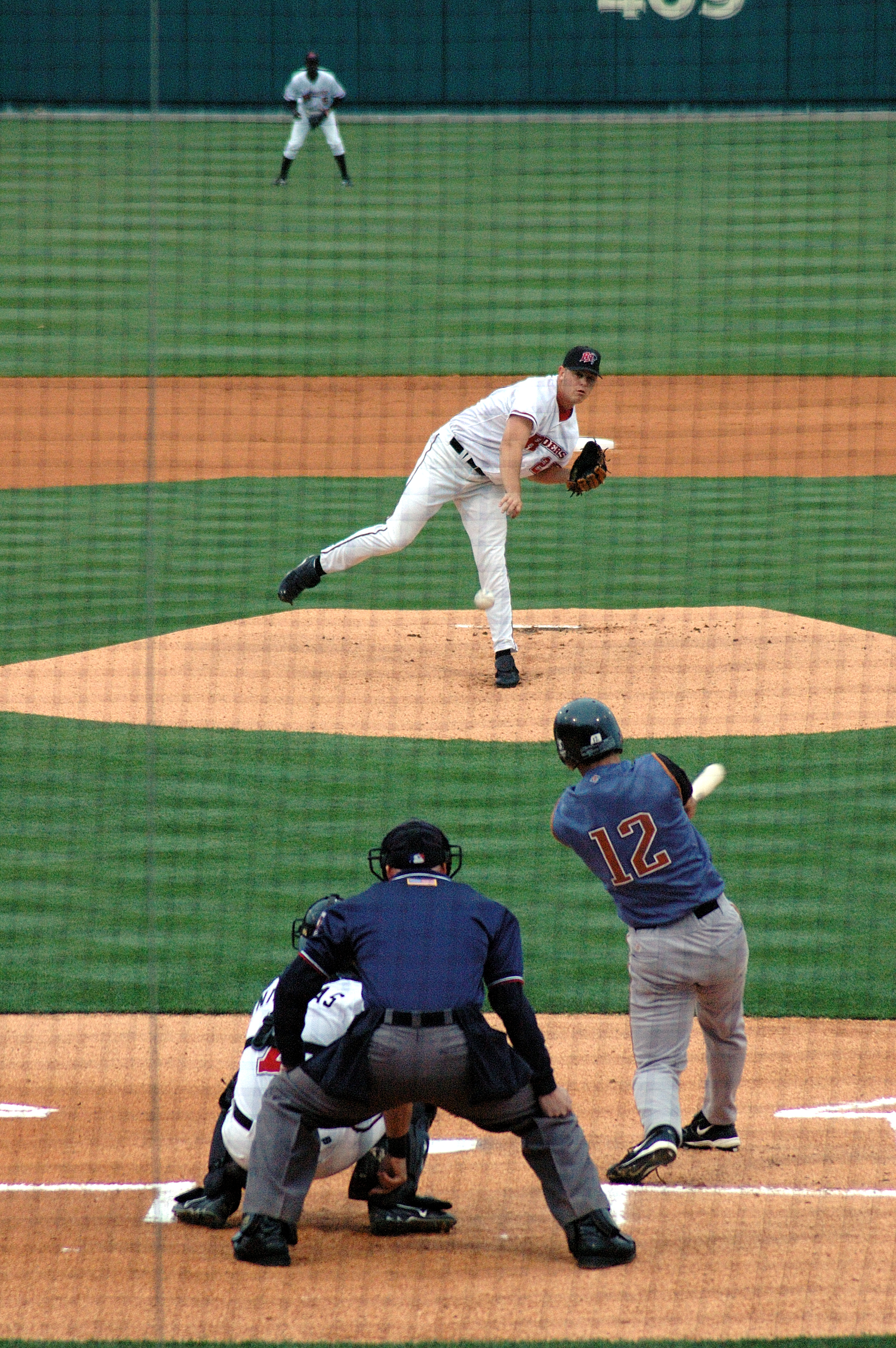
野球：投手と打者の対戦

## 野球

### 概要
野球においては、試合に出場した選手はどの様な形の出場 であれ、試合出場が記録される。また、年単位ではシーズン中に1試合でも出場が記録されれば実働年数1年と扱われる。
投手としての試合出場は登板として区別されることが多い（打撃成績としての試合出場も記録される）。投手が投手以外のポジションで出場することは稀なので、多くは登板数と試合出場数は一致するが、投手以外のポジションで出場したり、交代で告げられたが実際には投げなかった場合などは、打撃成績としての試合出場のみが記録されるため、登板と試合出場の数が一致しないこともある。特に予告先発制度がなかった時代の投手は偵察要員として試合出場が記録されることがあり、登板数と試合出場数が一致しないことが多い。

### 日本プロ野球機構

#### 通算記録
| 順位 | 選手名   | 試合 |
| ---- | -------- | ---- |
| 1    | 谷繁元信 | 3021 |
| 2    | 野村克也 | 3017 |
| 3    | 王貞治   | 2831 |
| 4    | 張本勲   | 2752 |
| 5    | 衣笠祥雄 | 2677 |
| 6    | 大島康徳 | 2638 |
| 7    | 立浪和義 | 2586 |
| 8    | 金本知憲 | 2578 |
| 9    | 門田博光 | 2571 |
| 10   | 土井正博 | 2449 |

| 順位 | 選手名     | 試合 |
| ---- | ---------- | ---- |
| 11   | 石井琢朗   | 2413 |
| 12   | 福本豊     | 2401 |
| 13   | 新井貴浩   | 2383 |
| 14   | 伊東勤     | 2379 |
| 15   | 清原和博   | 2338 |
| 16   | 栗山巧     | 2301 |
| 17   | 山本浩二   | 2284 |
| 18   | 高木守道   | 2282 |
| 18   | 阿部慎之助 | 2282 |
| 20   | 中村紀洋   | 2267 |

以上の記録は2024年シーズン終了時点

#### シーズン記録
| 順位 | 選手名     | 所属球団         | 試合 | 記録年 |
| ---- | ---------- | ---------------- | ---- | ------ |
| 1    | 飯田徳治   | 南海ホークス     | 154  | 1956年 |
| 1    | 杉山光平   | 南海ホークス     | 154  | 1956年 |
| 1    | 佐々木信也 | 高橋ユニオンズ   | 154  | 1956年 |
| 4    | 河野昭修   | 西鉄ライオンズ   | 153  | 1956年 |
| 5    | 榎本喜八   | 毎日オリオンズ   | 152  | 1956年 |
| 5    | R.バルボン | 阪急ブレーブス   | 152  | 1956年 |
| 5    | 松岡雅俊   | 東映フライヤーズ | 152  | 1956年 |
| 8    | 小玉明利   | 近鉄バファローズ | 151  | 1956年 |
| 9    | 岡本健一郎 | 阪急ブレーブス   | 150  | 1956年 |
| 9    | 関口清治   | 西鉄ライオンズ   | 150  | 1956年 |
| 9    | 土井正博   | 近鉄バファローズ | 150  | 1963年 |
| 9    | 野村克也   | 南海ホークス     | 150  | 1963年 |
| 9    | 張本勲     | 東映フライヤーズ | 150  | 1963年 |
| 9    | 前田益穂   | 東京オリオンズ   | 150  | 1964年 |

- 参照[2]

#### 連続試合出場記録
| 選手名   | 試合 | 開始日         | 終了日         |
| -------- | ---- | -------------- | -------------- |
| 衣笠祥雄 | 2215 | 1970年10月19日 | 1987年10月22日 |

- 連続試合出場が記録されるには最低1打席が記録されるか、1イニング以上守備についていなければならない[3]

#### 連続試合フルイニング出場記録
| 選手名   | 試合 | 開始日        | 終了日        |
| -------- | ---- | ------------- | ------------- |
| 金本知憲 | 1492 | 1999年7月21日 | 2010年4月17日 |

### メジャーリーグベースボール

#### 通算記録
| 順位 | 選手名                   | 試合 |
| ---- | ------------------------ | ---- |
| 1    | ピート・ローズ           | 3562 |
| 2    | カール・ヤストレムスキー | 3308 |
| 3    | ハンク・アーロン         | 3298 |
| 4    | リッキー・ヘンダーソン   | 3081 |
| 5    | アルバート・プホルス     | 3080 |
| 6    | タイ・カッブ             | 3034 |
| 7    | エディ・マレー           | 3026 |
| 7    | スタン・ミュージアル     | 3026 |
| 9    | カル・リプケン・ジュニア | 3001 |
| 10   | ウィリー・メイズ         | 2992 |

| 順位 | 選手名                   | 試合 |
| ---- | ------------------------ | ---- |
| 11   | バリー・ボンズ           | 2986 |
| 12   | デーブ・ウィンフィールド | 2973 |
| 13   | オマー・ビスケル         | 2968 |
| 14   | ラスティ・スタウブ       | 2951 |
| 15   | エイドリアン・ベルトレ   | 2933 |
| 16   | ブルックス・ロビンソン   | 2896 |
| 17   | ロビン・ヨーント         | 2856 |
| 18   | クレイグ・ビジオ         | 2850 |
| 19   | アル・ケーライン         | 2834 |
| 20   | ラファエル・パルメイロ   | 2831 |

- 記録は2024年シーズン終了時点[4]

#### シーズン記録
| 順位 | 選手名               | 所属球団                                      | 試合 | 記録年 |
| ---- | -------------------- | --------------------------------------------- | ---- | ------ |
| 1    | モーリー・ウィルス   | ロサンゼルス・ドジャース                      | 165  | 1962年 |
| 2    | ホセ・パガン         | サンフランシスコ・ジャイアンツ                | 164  | 1962年 |
| 2    | ビリー・ウィリアムズ | シカゴ・カブス                                | 164  | 1965年 |
| 2    | ロン・サント         | シカゴ・カブス                                | 164  | 1965年 |
| 2    | シーザー・トーバー   | ミネソタ・ツインズ                            | 164  | 1967年 |
| 2    | フランク・タベラス   | ピッツバーグ・パイレーツ→ニューヨーク・メッツ | 164  | 1979年 |

- 参照[5]

#### 連続試合出場記録
| 選手名                   | 試合 | 開始日        | 終了日        |
| ------------------------ | ---- | ------------- | ------------- |
| カル・リプケン・ジュニア | 2632 | 1982年5月30日 | 1998年9月19日 |

#### 連続試合フルイニング出場記録
| 選手名                   | 試合 | 開始日       | 終了日        |
| ------------------------ | ---- | ------------ | ------------- |
| カル・リプケン・ジュニア | 903  | 1982年6月5日 | 1987年9月14日 |

## サッカー
サッカーにおいては、試合に出場した選手はどの様な形の出場であれ試合出場が記録される。ただしJリーグの場合、記録されるのはJ1のときのみである。

## プロレス
プロレスでは、シリーズ当初から出場予定がない場合には連続出場がストップしない。ジャイアント馬場はデビュー以来3000試合無欠場記録を達成したが（1980年）、これは「デビュー以来の日本プロレス・全日本プロレスの全ての興行に出場した記録」ではなく、海外遠征による欠場を間に挟んでいる。また、真琴も2006年のデビュー以来2010年8月21日にWWEトライアウト受験のため欠場するまでアイスリボン全大会連続出場を続けていたが、イベント大会分はカウントされておらず、それらの2大会の欠場を間に挟んでいる。